# Fluitconcert (Ibert)
Jacques Ibert schreef zijn concert voor fluit en orkest in 1932. Het stuk werd opgedragen aan de fluitist Marcel Moyse. De solofluit wordt begeleid door een klein orkest.De première was in 1934 in Parijs bij de Société des Concerts du Conservatoire.
Het concert bestaat uit 3 delen:
- Allegro
- Andante
- Allegro scherzando